# Гватемала на летних Олимпийских играх 2000
Гватемала принимала участие в Летних Олимпийских играх 2000 года в Сиднее (Австралия) в десятый раз за свою историю, но не завоевала ни одной медали. Участие в играх приняли участие 15 спортсменов из Гватемалы (14 мужчин, 1 женщина).

## Состав олимпийской сборной Гватемалы

### Дзюдо
Спортсменов — 1
Соревнования по дзюдо проводились по системе на выбывание. В утешительные раунды попадали спортсмены, проигравшие полуфиналистам турнира. Два спортсмена, одержавших победу в утешительном раунде, в поединке за бронзу сражались с проигравшими в полуфинале.
Мужчины
| Спортсмен       | Категория | 1/32               | 1/16                                   | 1/8                | Четвертьфиналы     | Полуфиналы         | Первый доп. раунд                                 | Утешительный четвертьфинал | Утешительный полуфинал | За 3 место Финал   | Место |
| Спортсмен       | Категория | Соперник Результат | Соперник Результат                     | Соперник Результат | Соперник Результат | Соперник Результат | Соперник Результат                                | Соперник Результат         | Соперник Результат     | Соперник Результат | Место |
| --------------- | --------- | ------------------ | -------------------------------------- | ------------------ | ------------------ | ------------------ | ------------------------------------------------- | -------------------------- | ---------------------- | ------------------ | ----- |
| Хорхе Квинтанал | до 66 кг  |                    | Ларби Бенбудауд (FRA) пор. 0000 — 1000 | Не прошёл          | Не прошёл          | Не прошёл          | Хан Джихван (KOR) (предв. раунд) пор. 0001 — 0002 | Не прошёл                  | Не прошёл              | Не прошёл          | 17    |

### Плавание
Спортсменов — 1
В следующий раунд на каждой дистанции проходили лучшие спортсмены по времени, независимо от места занятого в своём заплыве.
Мужчины
| Спортсмен       | Соревнование | Предварительные заплывы | Предварительные заплывы | Полуфиналы | Полуфиналы | Финал     | Финал     |
| Спортсмен       | Соревнование | Результат               | Место                   | Результат  | Место      | Результат | Место     |
| --------------- | ------------ | ----------------------- | ----------------------- | ---------- | ---------- | --------- | --------- |
| Альваро Фортуни | 100 м брасс  | 1:04,35                 | 38                      | Не прошёл  | Не прошёл  | Не прошёл | Не прошёл |

### Стрельба
Спортсменов — 1
После квалификации лучшие спортсмены по очкам проходили в финал, где продолжали с очками, набранными в квалификации. В некоторых дисциплинах квалификация не проводилась. Там спортсмены выявляли сильнейшего в один раунд.
Мужчины
| Спортсмен           | Соревнование   | Квалификация | Место | Финал     | Место     | Всего | Место |
| ------------------- | -------------- | ------------ | ----- | --------- | --------- | ----- | ----- |
| Серхио Вернер Гомес | Пистолет, 10 м | 565          | 34    | Не прошёл | Не прошёл | 565   | 34    |

### Тяжёлая атлетика
Спортсменов — 1
В рамках соревнований по тяжёлой атлетике проводятся два упражнения - рывок и толчок. В каждом из упражнений спортсмену даётся 3 попытки, в которых он может заказать любой вес, кратный 2,5 кг. Победитель определяется по сумме двух упражнений.
Мужчины
| Спортсмен           | Категория | Вес   | Рывок | Рывок | Рывок | Толчок | Толчок | Толчок | Всего | Место |
| Спортсмен           | Категория | Вес   | 1     | 2     | 3     | 1      | 2      | 3      | Всего | Место |
| ------------------- | --------- | ----- | ----- | ----- | ----- | ------ | ------ | ------ | ----- | ----- |
| Луис Энрике Медрано | до 56 кг  | 55,94 | 115,0 | 117,5 | 117,5 | 137,5  | 140,0  | 142,5  | 257,5 | 12    |